# Антоније и Клеопатра
Антоније и Клеопатра (енгл. Antony and Cleopatra) јесте трагедија је Виљема Шекспира. Представа је први пут изведена око 1607. године, а први пут је штампана 1623. године, под насловом Трагедија о Антонију и Клеопатри (енгл. The Tragedie of Anthonie, and Cleopatra).

## Тема и жанр
Радња је заснована на енглеском преводу Плутархових житија Томаса Норта из 1579. и прати везу између Клеопатре и Марка Антонија од времена побуне на Сицилији до Клеопатриног самоубиства после битке код Акцијума. Главни антагониста је Октавије Цезар, Антонијев колега из Другог тријумвирата и први цар Римског царства. Радња трагедије је углавном смештена у Римску републику и Птолемејски Египат и карактеришу је брзе промене географске локације и сцене се смењују између Шекспирове визије егзотичне и страствене Александрије и прагматичнијег, строжег Рима.
Многи сматрају Шекспирову Клеопатру, коју Енобарб у драми описује као „бесконачно разнолику“, једним од најкомплекснијих и најразвијенијих женских ликова у драмском стваралаштву.  Она је често довољно сујетна и хистрионична да доведе публику скоро до презира; у исто време Шекспир улаже у њу и Антонија трагичну величину. Ове контрадикторне карактеристике довеле су до подељених реакција код критичара. Антонија и Клеопатру је тешко сврстати у један жанр. Може се описати као историјска драма (иако се не придржава у потпуности историјских извештаја), као трагедија (иако не у потпуности у аристотеловским терминима), као комедија или као романса. Ова драма се може сматрати као наставак друге Шекспирове трагедије, Јулије Цезар.

## Ликови
- Марко Антоније, римски државник и војсковођа
- Клеопатра, краљица Египта
- Октавије Цезар, римски државник, Антонијев ривал у Риму
- Енобарб, Антонијев официр

## Радња
Марко Антоније — један од тријумвира Римске републике, заједно са Октавијем и Лепидом — занемарио је своје војничке дужности након што га је завела египатска краљица Клеопатра. Он игнорише домаће проблеме Рима, укључујући и чињеницу да се његова трећа жена Фулвија побунила против Октавија и потом умрла.
Октавије позива Антонија да се врати у Рим из Александрије да му помогне у борби против Секста Помпеја, Менекрата и Менаса, три озлоглашена пирата са Медитерана. У Александрији, Клеопатра моли Антонија да не иде, и иако он више пута потврђује своју дубоку страствену љубав према њој, он на крају одлази.
Тријумвири се састају у Риму, где су Антоније и Октавије помирили, за сада, своје несугласице. Октавијев генерал, Агрипа, предлаже да Антоније ожени Октавијеву сестру, Октавију, како би учврстио пријатељску везу између њих двојице. Антоније прихвата. Антонијев поручник Енобарб, међутим, зна да Октавија никада неће моћи да га задовољи после Клеопатре. У једном познатом одломку он описује Клеопатрине чари: „Старост је не може увенути, нити обичаји устајали / Њена бескрајна разноликост: друге жене су бледе / Апетити које хране, али она огладњује / Где највише задовољава.” Аугур упозорава Антонија да ће сигурно изгубити ако икада покуша да се бори са Октавијем.
У Египту, Клеопатра сазнаје за Антонијев брак са Октавијом и бесно се освети гласнику који јој доноси вести. Она постаје задовољна тек када је њени дворјани уверавају да је Октавија ружна: ниска, ниског чела, округлог лица и ретке косе.
Пре битке, тријумвири се разговарају са Секстом Помпејем и нуде му примирје. Може да задржи Сицилију и Сардинију, али мора да им помогне да се „ослободе мора пирата“ и да им пошаље данак. После извесног оклевања, Секст се слаже. Они се упуштају у пијану прославу на Секстовој галији, иако строги Октавије одлази рано и трезан са забаве. Менас предлаже Сексту да убије три тријумвира и прогласи се за владара Римске републике, али он одбија, сматрајући то нечасним. Након што Антоније одлази из Рима у Атину, Октавије и Лепид прекидају примирје са Секстом и ратују против њега. Антоније то не одобрава и љути се.
Антоније се враћа у хеленистичку Александрију и крунише Клеопатру и себе као владаре Египта и источне трећине Римске републике (која је била Антонијев удео као један од тријумвира). Оптужује Октавија да му није дао правичан део Секстове земље и љут је што је Лепид, кога је Октавије затворио, ван тријумвирата. Октавије пристаје на претходни захтев, али је иначе веома незадовољан оним што је Антоније урадио.
Антоније се спрема за битку са Октавијем. Енобарб подстиче Антонија да се бори на копну, где је он у предности, уместо на мору, где је Октавијева морнарица лакша, покретљивија и боље опремљена. Антоније то одбија, пошто га је Октавије изазвао да се бори на мору. Клеопатра обећава своју флоту да помогне Антонију. Међутим, током битке код Акцијума код западне обале Грчке, Клеопатра бежи са својих шездесет бродова, а Антоније је прати, остављајући своје снаге да  изгину. Постиђен онога што је учинио за љубав према Клеопатри, Антоније јој замера што га је учинила кукавицом, али ту праву и дубоку љубав ставља изнад свега, говорећи: „Дај ми пољубац, тако ћеш ми се одужити“.
Октавије шаље гласника да замоли Клеопатру да се одрекне Антонија и пређе на његову страну. Она оклева и флертује са гласником, када Антоније уђе и љутито осуди њено понашање. Он шаље гласника да га бичују. На крају, он опрашта Клеопатри и обећава да ће водити још једну битку за њу, овог пута на копну.
Уочи битке, Антонијеви војници чују чудне слутње, које тумаче као да бог Херкул напушта Антонија. Штавише, Енобарб, Антонијев дугогодишњи официр, напушта га и прелази на Октавијеву страну. Уместо да конфискује Енобарбове ствари, које Енобарб није понео са собом када је побегао, Антоније наређује да се оне пошаљу за њим. Енобарб је толико дирнут Антонијевом великодушношћу и толико се постиди сопствене издаје да умире од сломљеног срца.
Антоније губи битку док његове трупе масовно дезертирају и осуђује Клеопатру: „Ова покварена Египћанка ме је издала”. Он одлучује да је убије због замишљене издаје. Клеопатра одлучује да је једини начин да поврати Антонијеву љубав да му пошаље поруку да се она убила, умирући са његовим именом на уснама. Она се закључава у свој  маузолеј и чека Антонијев повратак.
Њен план се изјалови: уместо да пожури назад у кајању да види „мртву“ Клеопатру, Антоније одлучује да његов живот више није вредан живљења. Он моли једног од својих помоћника, Ероса, да га прободе мачем, али Ерос то не може да поднесе и убија се. Антоније се диви Еросовој храбрости и покушава да учини исто, али само успева да се рани. У великом болу сазнаје да је Клеопатра жива. Односе га код ње и он умире на њеним рукама.
Пошто је Египат поражен, заробљена Клеопатра је стављена под стражу римских војника. Покушава да себи одузме живот бодежом, али је Прокулеј разоружа. Октавије стиже, уверавајући је да ће се према њој понашати часно и достојанствено. Али Долабела је потајно упозорава да Октавије намерава да њоме парадира на свом римском тријумфу. Клеопатра горко замишља бескрајна понижења која је чекају до краја живота као римску робињу.
Клеопатра се убија уједом змије отровнице, замишљајући како ће се поново срести са Антонијем у загробном животу. Њене слушкиње Ирас и Хармија такође умиру, Ирас од сломљеног срца, а Хармија од друге змије у Клеопатриној корпи. Октавије открива мртва тела и доживљава опречне емоције. Антонијева и Клеопатрина смрт оставља му слободу да постане први римски цар, али он такође осећа извесну симпатију према њима. Наређује јавну војну сахрану.